# Lijst van universiteiten in Libanon
Dit is een lijst van universiteiten in Libanon.
- Amerikaanse Universiteit van Beiroet, Beiroet
- Université Saint-Joseph, Beiroet